# Escuderia Baix Camp
L'Escuderia Baix Camp és una entitat esportiva catalana dedicada a l'automobilisme que fou fundada l'11 de desembre de 1981. Sota la presidència d'Albert Calafell, es dedicà principalment a l'organització de tota mena de proves, entre elles la Pujada a Prades, el Ral·li Costa Daurada de clàssics esportius i diverses proves d'autocròs i de kàrting. Les seves activitats impulsaren l'automobilisme a la zona. Posteriorment, Josep Masdéu, David Abelló i Jaume Miret continuaren la tasca de Calafell.